# Le Tour de France 2014
Le Tour de France 2014 è un videogioco di ciclismo ispirato al Tour de France 2014.
Il gioco è stato sviluppato dalla Cyanide Studio, pubblicato dalla Focus Home Interactive e distribuito dalla Halifax per PlayStation 4, PlayStation 3 e Xbox 360, il 19 giugno 2014. Tutti i team e i ciclisti sono con licenza. Il gioco è il seguito di Le Tour de France 2012.